# Royal Society of Edinburgh
Royal Society of Edinburgh (RSE) er Skotlands nationalakademi for videnskab. Det er registreret som en velgørende organisation der drives fuldstændigt uafhængigt og upartisk, og søger at være til gavn for offentligheden i hele Skotland. Det blev etableret i 1783. I 2025 er der omkring 1.800 Fellows.
Videnskabsakademiet dækker et bredere udvalg af områder end Royal Society i London, inklusive litteratur og historie. Fellowship inkluderer personer fra en lang række discipliner; naturvidenskab og teknologi, kunst, humaniora, medicin og lægevidenskab, samfundsvidenskab, erhverv og public service.

## Placering
Royal Society har ligget i en række forskellige bygninger:
- 1783–1807 – College Library, University of Edinburgh
- 1807–1810 – Physicians' Hall, George Street; stedet hvor Royal College of Physicians of Edinburgh holder til
- 1810–1826 – 40–42 George Street; delt med Society of Antiquaries of Scotland fra 1813
- 1826–1908 – Royal Institution (nu kaldet Royal Scottish Academy Building) på the Mound; delt, først med Board of Manufactures (ejerne), Institution for the Encouragement of the Fine Arts in Scotland og Society of Antiquaries of Scotland
- 1908–09 – Universitetsbygninger ved High School Yards
- 1909–nu – 22–24 George Street, købt af Edinburgh Life Assurance Company med hjælp af en donation på £25.000 fra Scottish Office

## Priser
Royal Society of Edinburgh har uddelt en række forskellige videnskabspriser, herunder:
- Lord Kelvin Medal; for fysik, teknisk og informationsvidenskab
- Keith Medal; uddeles hvert fjerde år for en videnskabelig artikel udgivet i Royal Societys videnskabelige tidsskrifter
- Lady Margaret Moir Medal (tidligere Makdougall Brisbane Prize); gives for exceptionelle bedrifter inden for fysik, teknisk og informationsvidenskab (inklusive matematik) af forskere tidligt i deres karriere
- Gunning Victoria Jubilee Prize; uddeles hvert fjerde år til originalt forskningsarbejde udført af videnskabsfolk der enten bor i eller forbindelse til Skotland

### Royal Medal
Royal Medal uddeles årligt, helst til personer med forbindelse til Skotland, der har opnået udmærkelse og internationalt omdømme inden for biovidenskab, fysisk og ingeniørvidenskab, kunst, humaniora og samfundsvidenskab eller forretning og handel. Prisen blev etableret i 2000 af dronning Elizabeth 2., hvis tilladelse var krævet for at uddele den.
Vindere inkluderer:
- 2020: Peter Kennedy
- 2019: Nicola Benedetti
- 2018: David Climie, Richard Henderson og Thea Musgrave
- 2017: Tessa Holyoake[7]
- 2016: James Hough og Angus Stewart Deaton
- 2015: ingen pris
- 2014: W. B. Kibble og Richard G. Morris[8]
- 2013: John Cadogan, Michael Ferguson og Ian Wood[9]
- 2012: David Milne og Edwin Southern[10]
- 2011: Baronesse Helena Kennedy, Noreen Murray og Desmond Smith[11]
- 2010: Fraser Stoddart og James MacMillan
- 2009: James Mirrlees, Wilson Sibbett, og Karen Vousden
- 2008: Roger Fletcher, Richard Holloway, og David Lane
- 2007: David Carter, John David M H Laver og Thomas F. W. McKillop
- 2006: John M. Ball og David Jack
- 2005: David Edward og William G. Hill
- 2004: Philip Cohen, Neil MacCormickog Robin Milner
- 2003: Paul Nurse, James Mackay og Michael Atiyah
- 2002: Alfred Cuschieri, Alan Peacockog John R Mallard
- 2001: James Black, Tom Devineog A Ian Scott
- 2000: Kenneth Murray, Peter Higgsog Walter Perry

## Præsidenter
Royal Societys øverste leder er præsidenten, og disse har været:
1. Henry Scott (1783–1812)
2. James Hall (1812–1820)
3. Walter Scott (1820–1832)
4. Thomas Makdougall Brisbane (1832–1860)
5. George Campbell (1860–1864)
6. David Brewster (1864–1868)
7. Robert Christison (1869–1873)
8. William Thomson (senere Lord Kelvin) (1873–1878)
9. Philip Kelland (1878–1879)
10. James Moncreiff (1879–1884)
11. Thomas Stevenson (1884–1885)
12. William Thomson (later Lord Kelvin) (1886–1890)
13. Douglas Maclagan (1890–1895)
14. Lord Kelvin (1895–1907)
15. William Turner (1908–1913)
16. James Geikie (1913–1915)
17. John Horne (1915–1919)
18. Frederick Orpen Bower (1919–1924)
19. Alfred Ewing (1924–1929)
20. Edward Sharpey Schafer (1929–1934)
21. D'Arcy Wentworth Thompson (1934–1939)
22. Edmund Whittaker (1939–1944)
23. William Wright Smith (1944–1949)
24. James Kendall (1949–1954)
25. James Ritchie (1954–1958)
26. J. Norman Davidson (1958–1959)
27. Edmund Hirst (1959–1964)
28. J. Norman Davidson (1964–1967)
29. Norman Feather (1967–1970)
30. Maurice Yonge (1970–1973)
31. John Cameron (1973–1976)
32. Robert Allan Smith (1976–1979)
33. Kenneth Blaxter (1979–1982)
34. John Atwell (1982–1985)
35. Alwyn Williams (1985–1988)
36. Charles Kemball (1988–1991)
37. Alastair Currie (1991–1993)
38. Thomas L. Johnston (1993–1996)
39. Malcolm Jeeves (1996–1999)
40. William Stewart (1999–2002)
41. Stewart Sutherland (2002–2005)
42. Michael Atiyah (2005–2008)
43. David Wilson (2008–2011)
44. John Peebles Arbuthnott (2011–oktober 2014)
45. Jocelyn Bell Burnell (oktober 2014–april 2018)[32]
46. Anne Glover (april 2018–marts 2021)[33][34][35]
47. John Ball (oktober 2021-nu) [36]